# Чайная ложка
О сети кафе «Чайная ложка» см. Чайная ложка (кафе)

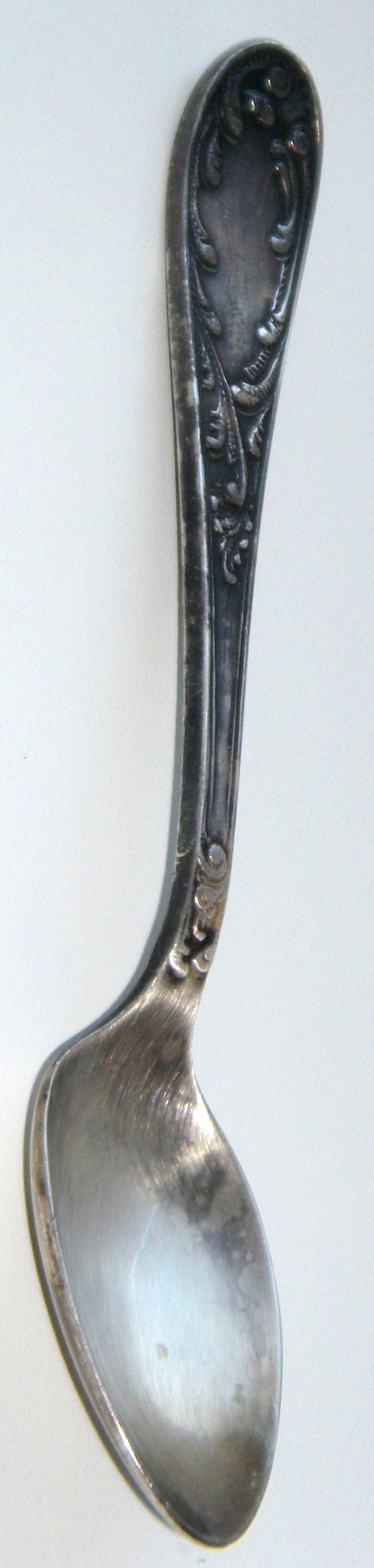

Чайная ложка — столовый прибор, вмещающий до 5 миллилитров жидкости.
Сама же ложка может весить от 30г до 80г
Используется для размешивания сахара в чае и употребления десертов. Специальной чайной ложкой с длинной ручкой едят мороженое.
Общепринятые сокращения:
- «Ч/Л», «ч. ложка» или «ч. л.» — рус. чайная ложка;
- t., ts., tsp. или tspn. — англ. teaspoon;
- TL — нем. Teelöffel.

В медицине и кулинарии чайная ложка используется как мера массы или объёма.
Принято считать, что одна чайная ложка вмещает объём, равный 5 мл.
Более старые определения чайной ложки вводились в США в XX веке: 1 ч. ложка = 4,93 мл, и английская 1 ч. ложка = 3,55 мл.
1 чайная ложка (при нормальной влажности) содержит:
|                             | 1 чайная ложка «без горки», г | 1 чайная ложка «с горкой», г |
| --------------------------- | ----------------------------- | ---------------------------- |
| воды                        | 5                             | —                            |
| молока                      | 5                             | —                            |
| растительного масла         | 5                             | —                            |
| сливочного масла            | 5                             | 7                            |
| сахара, сорбита, ксилита    | 5                             | 7                            |
| соли, пищевой соды          | 7                             | 10                           |
| муки, какао, молотого кофе  | 4                             | 5                            |
| риса                        | 5                             | 8                            |
| лекарственная трава (сухая) | 2                             | 3                            |